# Chrysolina corcyria
Chrysolina corcyria é uma espécie de artrópode pertencente à família Chrysomelidae.